# Kərki
Kərki (o anche Karki, Kiarki, Kyarki, in armeno Տիգրանաշեն?, Tigranashen) è un piccolo centro abitato (e il relativo circostante territorio), situato nella regione del Caucaso. Formalmente è un'exclave della Repubblica Autonoma di Naxçıvan (che fa parte dell'Azerbaigian ed è a sua volta un'exclave) all'interno del territorio dell'Armenia; il territorio è però controllato de facto dall'Armenia, che l'ha occupata nel maggio 1992 durante la guerra del Nagorno Karabakh e la considera parte della provincia di Ararat. La sua dimensione territoriale è di circa 19 chilometri quadrati.
La strada principale che collega il nord dell'Armenia con l'Armenia meridionale passa proprio nei pressi di questo villaggio. Oggi il villaggio è principalmente abitato da armeni locali, e da rifugiati di etnia armena provenienti dall'Azerbaigian.